# لوئیجی بورگتی
لوئیجی بورگتی (ایتالیایی: Luigi Borghetti؛ زادهٔ ۳۱ ژانویهٔ ۱۹۴۳) ورزشکار دوچرخه‌سواری پیست اهل ایتالیا است.
وی در مسابقات کشوری و بین‌المللی در مجموع برندهٔ ۱ مدال طلا، ۱ مدال برنز شده‌است.